# Яминава (язык)
Яминауа (яминава) — один из паноанских языков. Общее число носителей — около 1 390 человек. Из них: 750 человек — в Перу, 500 человек — в Бразилии (штат Акри) и 200 человек — в Боливии (северо-запад департамента Пандо). Распространён среди всех возрастных групп. Характерный порядок слов — SOV.

## Примеры лексики
- Wisti (один)
- Rawe (два)
- Mapo (три)
- Du’uhede (мужчина)
- Kenrun (женщина)
- Pashta (собака)
- Shidi (солнце)
- Upash (вода)